# Tim Hauser
Timothy George Hauser, più noto come Tim Hauser (Troy, 12 dicembre 1941 – Sayre, 16 ottobre 2014), è stato un cantante, produttore discografico e arrangiatore statunitense, fondatore e componente del gruppo vocale The Manhattan Transfer.

## Biografia
Nato nello stato di New York, a sette anni Tim Hauser si trasferì con la famiglia nel New Jersey prima a Ocean Township e poi a Asbury Park. Cominciò a cantare professionalmente a 15 anni. Fondò il quintetto vocale doo-wop The Criterions con il quale registrò due singoli per la Cecilia Label, I Remain Truly Yours e Don't Say Goodbye, alla fine degli anni cinquanta.
Nel 1959 entrò alla Villanova University. Negli anni universitari Hauser continuò a sviluppare i suoi interessi musicali. Nello stesso periodo formò il trio folk Troubadours Three con Tommy West, suo compagno nei The Critterions, e con Jim Ruf. Fece parte anche dei gruppi musicali del suo ateneo, i Villanova Singers e i Villanova Spire o Coventry Lads insieme al suo compagno di studi Jim Croce. Fece inoltre parte dello staff della stazione radio della sua università.
Hauser si laureò nel 1963 in economia. Nel 1964 entrò nell'aeronautica militare e poi militò nella Guardia Nazionale del New Jersey. Dal 1965 iniziò a lavorare nella pubblicità per società di analisi e di ricerca di mercato e di marketing. Nel 1969 formò la prima formazione dei Manhattan Transfer con Gene Pistilli, Marty Nelson, Erin Dickins and Pat Rosalia. Inizialmente il gruppo vocale, un quartetto di due voci maschili e due femminili oltre alla voce solista di Pistilli che ne divenne presto il leader, si orientò su un genere country con venature rhythm and blues. Nel 1971 realizzarono l'album Jukin' per la Capitol Records. Le differenti vedute musicali tra Hauser, che preferiva il jazz, e Pistilli, più orientato sul country e sul Memphis Sound, portarono presto allo scioglimento del gruppo.
Hauser, a cui ormai non interessava più il marketing, svolse vari lavori per mantenersi e per poter continuare la sua carriera musicale. Fece anche il tassista e fu proprio sul suo taxi che incontrò una giovane passeggera che si scoprì essere una fan dei primi Manhattan Transfer. Laurel Massé era una giovane aspirante cantante e i due si ritrovarono coinvolti in una lunga discussione da cui emerse che avevano gli stessi gusti musicali. Poco dopo, sempre sul suo taxi, incontrò un suonatore di bongo che lo invitò ad una festa dove si doveva esibire con un gruppo chiamato Laurel Canyon.
Così Tim incontrò la giovane cantante Janis Siegel e, insieme a Laurel Massé, decise di rifondare i Manhattan Transfer. Con un baritono, un soprano e un contralto, al gruppo mancava solo una voce da tenore. Fu contattato Alan Paul, reduce dal musical Grease, è così il quartetto, il 1º ottobre del 1972, era da considerarsi completo. Il nuovo gruppo si esibì per tre anni nei locali di New York fino a quando fu scoperto da Ahmet Ertegün, proprietario della Atlantic Records, che produsse il loro primo album omonimo nel 1975.
Negli anni successivi Tim Hauser mantenne sempre un ruolo preminente nei Manhattan Transfer, producendo la maggior parte dei loro dischi e firmando buona parte del loro arrangiamenti vocali. Con i Manhattan Transfer vinse 9 Grammy Award ottenendo molte altre candidature. Quando Ertegün fondò la Rock and Roll Hall of Fame nel 1986, Hauser fu scelto per far parte della commissione che indicava le nomine, ruolo che svolse per tre anni.
Nel 1993 fu assegnata a Hauser una laurea ad honorem in musica al Berklee College of Music. La scuola superiore St. Rose High School di Belmar, frequentata da Hauser in gioventù, ha intitolato dal 1989 un premio a suo nome per gli studenti che eccellono nell'arte teatrale. Assorbito dalla produzione e dalla sua carriera con i Manhattan Transfer, Tim Hauser è l'unico membro del gruppo a non aver una carriera solista autonoma di rilievo. Il suo unico disco solista, Love Stories, fu pubblicato nel 2007. Il 16 ottobre 2014, a causa di un infarto, il leader e fondatore della band morì all'età di 72 anni.

## Discografia
- 2007 – Love Stories, CD, King Japan KICJ-522, Giappone